# Asva
Asva – wieś w Estonii, w prowincji Sarema, w gminie Laimjala.